# Oswald Bleier
Oswald Bleier (* 17. Dezember 1889 in Voigtsgrün; † 9. Mai 1936 in Waldheim) war ein deutscher Widerstandskämpfer gegen den Nationalsozialismus und Politiker der Kommunistischen Partei Deutschlands (KPD). Er war von 1926 bis 1929 Abgeordneter des Landtags von Sachsen.

## Leben
Bleier, Sohn eines Tagelöhners, ging nach der Volksschule zunächst in die Lehre als Porzellanschleifer, die er aus gesundheitlichen Gründen aufgeben musste. 1907 zog er nach Riesa und arbeitete als Stahlarbeiter. 1912 wurde er zum Wehrdienst eingezogen und kämpfte ab 1914 im Ersten Weltkrieg. Noch vor Kriegsausbruch war Bleier in die Sozialdemokratische Partei Deutschlands (SPD) eingetreten. Er war an der deutschen Ostfront eingesetzt und wurde nach einer schweren Verwundung als Kriegsversehrter entlassen. 1917 trat er zur Unabhängigen Sozialdemokratischen Partei Deutschlands (USPD) über und schloss sich 1920 der KPD an.
Zwischen 1918 und 1925 war Bleier lange Zeit ohne Beschäftigung und schwer an Tuberkulose erkrankt. 1925 nahm er eine Tätigkeit bei einer Riesaer Brauerei an. Von 1924 bis 1926 war er für die KPD Stadtverordneter in Riesa. 1926 wurde er in den sächsischen Landtag gewählt.
1929 kam es zur Spaltung der KPD-Fraktion im Landtag in Sachsen. Obwohl Bleier mit der Mehrheit der Fraktion der politischen Linie des Zentralkomitees (ZK) der KPD treu blieb, wurde er 1929 wegen „versöhnlerischer Tendenzen gegenüber parteiinternen Abweichlern“ nicht mehr als Landtagskandidat aufgestellt. Bleier blieb trotzdem Mitglied der KPD.
Von 1926 bis 1930 war Bleier Sekretär des Unterbezirks Riesa-Oschatz-Großenhain und bis 1930 Mitglied der Bezirksleitung Westsachsen der KPD. Nach der Machtübernahme der Nationalsozialisten und dem Verbot kommunistischer Betätigung unterstützte Bleier die Partei auch in der Illegalität. Im März 1933 wurde er verhaftet und bis Ende 1933 in einem Konzentrationslager interniert. Am 2. Oktober 1934 wurde Bleier erneut verhaftet und am 8. Juli 1935 durch das Oberlandesgericht Dresden zu fünf Jahren Zuchthaus verurteilt. Darüber hinaus wurde ihm die deutsche Staatsbürgerschaft aberkannt.
Die Polizei Dresden beantragte in diesem Verfahren, Bleier nach der Haft mit seiner Ehefrau aus Deutschland auszuweisen. Am 9. Mai 1936 verstarb Bleier jedoch im Zuchthaus Waldheim an Lungentuberkulose. 
In Riesa ist eine Straße nach Bleier benannt.